# Myrmecia urens
Myrmecia urens is een mierensoort uit de onderfamilie van de Myrmeciinae. De wetenschappelijke naam van de soort is voor het eerst geldig gepubliceerd in 1865 door Lowne.